# Seehausen am Staffelsee
Seehausen am Staffelsee, Seehausen a.Staffelsee – miejscowość i gmina w Niemczech, w kraju związkowym Bawaria, w rejencji Górna Bawaria, w regionie Oberland, w powiecie Garmisch-Partenkirchen, siedziba wspólnoty administracyjnej Seehausen am Staffelsee. Leży około 22 km na północny wschód od Garmisch-Partenkirchen, nad jeziorem Staffel, przy drodze B2 i linii kolejowej Monachium – Innsbruck.

## Dzielnice
Seehausen am Staffelsee, Riedhausen, Rieden, Seeleiten, Wörth

## Demografia
| Rok  | Liczba mieszk. |
| ---- | -------------- |
| 1970 | 1 544          |
| 1987 | 1 917          |
| 2000 | 2 100          |
| 2006 | 2 390          |

### Struktura wiekowa
Dane o ludności z 31 grudnia 2008:
| Opis                                | Ogółem | Ogółem | Kobiety | Kobiety | Mężczyźni | Mężczyźni |
| ----------------------------------- | ------ | ------ | ------- | ------- | --------- | --------- |
| Jednostka                           | osób   | %      | osób    | %       | osób      | %         |
| Populacja                           | 2504   | 100    | 1278    | 51,04   | 1226      | 48,96     |
| Wiek przedprodukcyjny (0–17 lat)    | 488    | 19,49  | 234     | 9,35    | 254       | 10,14     |
| Wiek produkcyjny (18–65 lat)        | 1405   | 56,11  | 694     | 27,72   | 711       | 28,39     |
| Wiek poprodukcyjny (powyżej 65 lat) | 611    | 24,4   | 350     | 13,98   | 261       | 10,42     |

## Polityka

### Wójtowie
- od 2008 - Markus Hörmann (CSU)
- 2002–2008 - Ulrich Willburger (CSU)
- ?-2002 - Sylvester Eichberger (CSU)

| Wybory 2008    |       |
| Markus Hörmann | 53,7% |
| Georg Klein    | 24,1% |
| Franz Widmann  | 22,1% |

### Rada gminy
Rada gminy składa się z 14 członków.
|      | CSU | Liste Bürgernah | Bezpartyjni | Razem |
| 2008 | 6   | 4               | 4           | 14    |

## Oświata
W gminie znajduje się przedszkole (75 miejsc) oraz szkoła podstawowa.